# Mundo Obrero
Mundo Obrero es el órgano oficial de comunicación del Partido Comunista de España (PCE), siendo una de sus publicaciones más antiguas. Con sede en Madrid, el diario se edita prácticamente de forma ininterrumpida desde 1930.

## Historia

### Fundación y primeros años
Su primer número apareció el 23 de agosto de 1930.
Inicialmente el diario estuvo dirigido por el periodista peruano César Falcón y financiado por la Unión Soviética. Tenía su sede central en Madrid. En su primer año de existencia el diario apenas si consiguió editar 13 números. Sin embargo, durante la mayor parte de la Segunda República y la Guerra Civil se publicó como diario, alcanzando una gran difusión. Por ejemplo, en el año 1933 su tirada diaria fue de 24 000 ejemplares, siendo Sevilla la población donde mayor número de ejemplares se vendían, incluso por delante de Madrid. Durante el período de la República uno de sus más importantes directores fue Vicente Uribe, aunque también destacaron en esta labor Antonio Mije y Jesús Hernández. En algunos momentos de la década de 1930 el diario fue suspendido por las autoridades, por lo que se publicaron en su lugar otros periódicos como La Lucha.
Tras el estallido de la Guerra civil, Mundo Obrero pasó a editarse en los antiguos talleres centrales de la Editorial Católica, donde se editaba El Debate.

### Época franquista y actualidad

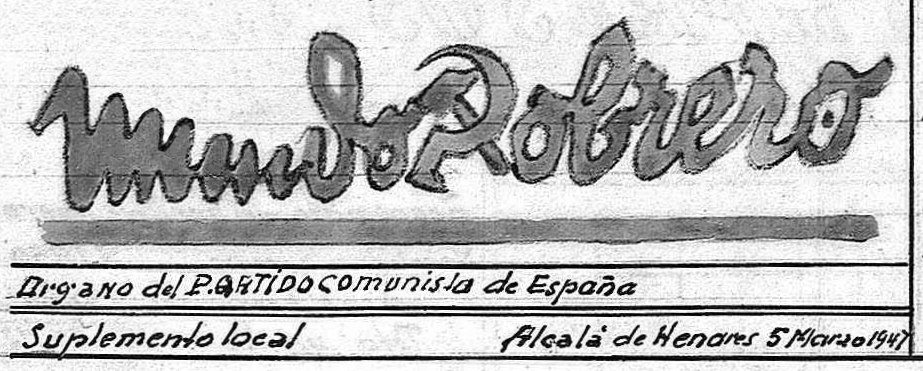
Cabecera del suplemento publicado clandestinamente en la cárcel de Alcalá de Henares, entre 1945 y 1947.

Con el final de la contienda, el diario siguió publicándose en el exilio y algunos ejemplares fueron elaborados de forma clandestina en las cárceles y agrupaciones guerrilleras, convirtiéndose en una valiosa herramienta de las actividades comunistas, claves en la oposición al franquismo. Durante la Transición el diario volvió a editarse legalmente, primero como semanal, y más tarde como diario (1978-1980), tras una campaña del PCE que consiguió los 100 millones de pesetas necesarios gracias a la ayuda de los militantes y los trabajadores. Sin embargo, esta etapa no fue muy duradera y tuvo poco éxito. Tras la crisis del PCE de principios de la década de 1980, la mayor parte de los trabajadores fueron despedidos; el diario pasó a ser semanal de nuevo, para más tarde ser quincenal y mensual.
Mundo Obrero es en la actualidad el medio de comunicación más importante del PCE. Es, a su vez, una de las publicaciones periódicas más veteranas de España. Tras renovar su formato en 2008, la publicación continúa difundiéndose desde el PCE e incluye artículos e informes de actualidad social y política, entrevistas, dosieres, encuentros de debate, actos, comentarios de libros y medios audiovisuales, e información de la labor que desarrollan los comunistas en España y en el mundo.